# Sturzkampfgeschwader 151
La Sturzkampfgeschwader 151 (St.G.151) (151e escadron de bombardement en piqué) est une unité de bombardements en piqué de la Luftwaffe pendant la Seconde Guerre mondiale.

## Opérations
Le St.G.151 a mis en œuvre principalement des avions Junkers Ju 87.

## Organisation

### Stab. Gruppe
Le Stab./St.G.151 est formé le 17 mai 1943 à Agram.

Le 18 octobre 1943, il devient Stab/SG 151. 
Geschwaderkommodore (Commandant de l'escadron) :
| Début       | Fin             | Grade          | Nom              |
| ----------- | --------------- | -------------- | ---------------- |
| 17 mai 1943 | 18 octobre 1943 | Oberstleutnant | Karl Christ (en) |

### I. Gruppe
Formé le 17 mai 1943 à Pancevo à partir du Erg.Gruppe/St.G.1 avec :
- Stab I./St.G.151 à partir du Stab/Erg.Gruppe St.G.1
- 1./St.G.151 à partir du 1./Erg.Gruppe St.G.1
- 2./St.G.151 à partir du 2./Erg.Gruppe St.G.1

Le 18 octobte 1943, le I./St.G.151 est renommé I./SG 151 avec :
- Stab I./St.G.151 devient Stab I./SG 151
- 1./St.G.151 devient 1./SG 151
- 2./St.G.151 devient 2./SG 151

Gruppenkommandeure (Commandant de groupe) :
| Début             | Fin             | Grade     | Nom                 |
| ----------------- | --------------- | --------- | ------------------- |
| ?                 | ?               | ?         | ?                   |
| 18 septembre 1943 | 18 octobre 1943 | Hauptmann | Karl Schrepfer (en) |

### II. Gruppe
Formé le 17 mai 1943 à Agram  à partir du Erg.Gruppe/St.G.2 avec :
- Stab II./St.G.151 à partir du Stab/Erg.Gruppe St.G.2
- 3./St.G.151 à partir du 3./Erg.Gruppe St.G.2
- 4./St.G.151 à partir du 4./Erg.Gruppe St.G.2

Le 18 octobre 1943, le II./St.G.151 est dissous avec :
- 3./St.G.151 devient 3./SG 151
- 4./St.G.151 devient 4./SG 151

Gruppenkommandeure :
| Début          | Fin              | Grade     | Nom               |
| -------------- | ---------------- | --------- | ----------------- |
| 17 mai 1943    | 1er juillet 1943 | Hauptmann | Armin Thiede (en) |
| 2 juillet 1943 | 18 octobre 1943  | Hauptmann | Gerhard Küffner   |

### III. Gruppe
Formé le 17 mai 1943 à Athènes-Tatoi à partir du Erg.Gruppe/St.G.3 avec :
- Stab III./St.G.151 à partir du Stab/Erg.Gruppe St.G.3
- 5./St.G.151 à partir du 1./Erg.Gruppe St.G.3
- 6./St.G.151 à partir du 2./Erg.Gruppe St.G.3

Le 18 octobre 1943, le III./St.G.151 devient III./SG 151 avec :
- Stab III./St.G.151 devient Stab III./SG 151
- 5./St.G.151 devient 7./SG 151
- 6./St.G.151 devient 8./SG 151

Gruppenkommandeure :
| Début             | Fin               | Grade     | Nom             |
| ----------------- | ----------------- | --------- | --------------- |
| 17 mai 1943       | 17 septembre 1943 | Hauptmann | Siegfried Göbel |
| 20 septembre 1943 | 18 octobre 1943   | Hauptmann | Heinrich Heins  |

### IV. Gruppe
Formé le 17 mai 1943 à Saint-Raphaël à partir du Erg.Gruppe/St.G.77 avec :
- Stab IV./St.G.151 à partir du Stab/Erg.Gruppe St.G.77
- 7./St.G.151 à partir du 1./Erg.Gruppe St.G.77
- 8./St.G.151 à partir du 2./Erg.Gruppe St.G.77

Le 18 octobre 1943, le IV./St.G.151 devient II./SG 151 avec :
- Stab IV./St.G.151 devient Stab II./SG 151
- 7./St.G.151 devient 5./SG 151
- 8./St.G.151 devient 6./SG 151

Gruppenkommandeure :
| Début       | Fin             | Grade     | Nom                   |
| ----------- | --------------- | --------- | --------------------- |
| 17 mai 1943 | 18 octobre 1943 | Hauptmann | Alexander Gläser (en) |

### 9./St.G.151
Formé le 17 mai 1943 à Rovaniemi à partir du Erg.Staffel/St.G.5.
Le 18 octobre 1943, le 9./St.G.151 est renommé 3./SG 5.

### Einsatzstaffel/St.G.151
Formé en mai 1943 à Vel Gorica.
Le 18 octobre 1943, il est renommé 13./SG 151.